# Marco Bergonzoni
Marco Bergonzoni (Bologna, 8 novembre 1961) è un ex cestista italiano.

## Carriera
In Serie A ha vestito le maglie di Varese e Bologna sponda Fortitudo, Mestre e Firenze. In Nazionale ha partecipato ai campionati mondiali juniores in Brasile nel 1979. Si ritira a 28 anni, a causa di problemi fisici.

## Palmarès
- Coppa delle Coppe: 1

Pall. Varese: 1979-80